# Bohumil Svatoš
Bohumil Svatoš (Bogan, 24. srpna 1929 – 7. června 2019) byl československý horolezec, účastník první české himálajské expedice na vrchol Annapurna IV (7 525 m n. m.), čestný člen Českého horolezeckého svazu.

## Výstupy
výběr
- 1955 Aiguille du Midi, Savojské Alpy
- 1968 Dibonova hrana, Cima Grande, Dolomity
- 1969 Annapurna IV (7 525 m n. m.), Himálaj, Nepál, s M. Albrechtem a Šerpou Ang Babu
- 1982 Ťan-šan, výstupy na štíty okolo 5 000 m n. m.

### Vysoké Tatry
- 1953 pravou částí V stěny (Kupczykova cesta), klas. V-VI, Gerlachovský štít, první zimní výstup, s Radovanem Kuchařem
- 16. 7. 1953 Kuchařova cesta (středem V stěny), klas. VI, Gerlachovský štít, prvovýstup, s R. Kuchařem
- 23. 7. 1953 pravým vhloubením V stěny, klas. IV, Ľadový štít, prvovýstup, s Valeriánem Karouškem a Bohumilem Nejedlem
- 26. 7. 1953 levou částí štítové stěny, klas. VI, Rumanův štít, prvovýstup, s V. Karouškem
- červenec 1953 přechod hlavního hřebene od Z na V za 3 a půl dne, s R. Kuchařem
- 1955 zimní přechod hlavního hřebene ve směru V-Z
- 14. 9. 1954 Kuchařova cesta, klas. VI, Galerie Ganku, prvovýstup, s R. Kuchařem
- 1955 výstup Dělovou rourou, klas. V, Ganek, SV stěna, první zimní výstup, s R. Kuchařem
- 1955 Stanislawského cesta, klas. V-, Galerie Ganku, první zimní výstup, s Karlem Cermanem, R. Kuchařem a Jiřím Maškem

### Prvovýstupy na pískovcích
- 1950 Svatošova cesta, VIIb, Smítkova skála, Český ráj
- 1953 Slunná cesta, VIIb, Křemenová, Český ráj
- 1956 Para cesta, VIIc, Balustráda, Český ráj

## Film
- Skály, sny a vzpomínky; režie Mojmír Hošt